# Emiriana Sako
Emiriana Sako (Durazzo, 1983) è una politica albanese, sindaca di Durazzo da marzo 2020.

## Biografia
È nata a Durazzo nel novembre 1983 come primogenita di tre figli in una famiglia modesta dove il padre lavorava allo Stabilimento Meccanico Agricolo (UMB) di Durazzo mentre la madre lavorava in Telekom Albania.
Tra il 2002 e il 2008 ha studiato presso la Facoltà di Ingegneria civile dell'Università Politecnica di Tirana mentre nel biennio 2011-2012 ha completato un master professionale presso l'Università degli Studi Roma Tre.
Successivamente ha lavorato come architetto ed è poi entrata intorno al 2009 nell'amministrazione comunale di Durazzo presso il Dipartimento della pianificazione e dello sviluppo territoriale fino a divenire nel 2015 direttrice del Dipartimento dei servizi pubblici e poi dal 2018 direttrice del Dipartimento dei lavori pubblici.
A febbraio 2020 è divenuta vicesindaca e nel mese successivo è subentrata al sindaco ad interim Zhuljen Varfaj, indisponibile per problemi di salute. Nel novembre 2021 ha disposto il licenziamento di uno dei suoi vice, Arber Braho figlio del parlamentare Spartak Braho, dopo che questi aveva accusato il precedente sindaco della città Vangjush Dako di "comportarsi come se fosse ancora il sindaco e di non lasciar respirare la città con i suoi continui furti". La campagna elettorale di Sako è stata segnata da forti critiche da parte degli esponenti del Partito Democratico per il presunto coinvolgimento dell'ex sindaco, indagato per numerosi episodi di corruzione e considerato pertanto persona non grata negli Stati Uniti d'America. Successivamente è stata criticata anche in relazione al processo di smaltimento dei rifiuti urbani della città e per presunte violazioni durante le elezioni. Alle elezioni locali del 7 marzo 2022 è stata confermata come sindaca della città.

## Vita privata
Ha due figli gemelli maschi.